# Rotsgrondtiran
De rotsgrondtiran (Muscisaxicola alpinus) is een zangvogel uit de familie
Tyrannidae (tirannen).

## Verspreiding en leefgebied
Deze soort komt voor in Colombia en Ecuador en telt drie ondersoorten:
- M. a. columbianus: westelijk-centraal Colombia.
- M. a. quesadae: centraal Colombia.
- M. a. alpinus: Ecuador.

## Status
De grootte van de populatie is niet gekwantificeerd maar de soort wordt omschreven als algemeen. Op de Rode lijst van de IUCN heeft deze soort de status niet bedreigd.